# Eungdaphara 1997
Eungdaphara 1997 (hangeul: 응답하라 1997, lett. Rispondi 1997; titolo internazionale Reply 1997, conosciuta anche come Answer Me 1997) è una serie televisiva sudcoreana trasmessa su tvN dal 24 luglio al 18 settembre 2012. L'ultimo episodio ha registrato, ai tempi, l'ascolto più alto per un canale via cavo sudcoreano, con uno share tra il 7,55% e il 9,47%.

## Trama
La storia di sei amici di Pusan, raccontata spostandosi avanti e indietro tra il loro passato di diciottenni nel 1997 e il loro presente di trentatreenni nel 2012 alla rimpatriata di classe, durante la quale una delle coppie annuncerà il proprio matrimonio. La serie esplora anche la cultura pop degli anni novanta, quando HOT e Sechs Kies cominciavano a diventare protagonisti dell'emergente fenomeno k-pop.

## Personaggi
- Sung Shi-won, interpretata da Eunji
Accanita fan degli HOT, è la peggiore studentessa della sua classe, sempre con la testa tra le nuvole, schietta e impertinente.
- Yoon Yoon-jae, interpretato da Seo In-guk
Studente migliore della sua classe, tranquillo e meditabondo. È cresciuto con Shi-won e, raggiunta l'adolescenza, si è innamorato di lei.
- Kang Joon-hee, interpretato da Hoya
Migliore amico di Yoon-jae, è gentile e dolce, e ama ballare. In segreto, è omosessuale ed è innamorato di Yoon-jae.
- Mo Yoo-jung, interpretata da Shin So-yul
Migliore amica di Shi-won, si innamora ogni giorno di un ragazzo diverso.
- Do Hak-chan, interpretato da Eun Ji-won
Appena trasferitosi da Seul, eccelle negli sport e ha un'invidiabile collezione di materiale pornografico, ma non sa affrontare le ragazze reali.
- Bang Sung-jae, interpretato da Lee Si-eon
- Sung Dong-il, interpretato da Sung Dong-il e Kang Kyun-sung (da giovane)
Padre di Shi-won, allenatore dei Busan Seagulls.
- Lee Il-hwa, interpretata da Lee Il-hwa e Chorong (da giovane)
Madre di Shi-won, casalinga.
- Yoon Tae-woong, interpretato da Song Jong-ho
Professore del liceo, che si scorpe essere il fratello di Yoon-jae.

## Episodi
| Episodio | Data trasmissione | Titolo tradotto                              | Dati TNmS       | Dati TNmS |
| Episodio | Data trasmissione | Titolo tradotto                              | Share medio (%) | Picco (%) |
| -------- | ----------------- | -------------------------------------------- | --------------- | --------- |
| 1        | 24 luglio 2012    | Diciotto                                     | 1,20            | 1,80      |
| 2        | 24 luglio 2012    | Diventare sempre più diversi                 | 1,20            | 1,80      |
| 3        | 31 luglio 2012    | Ciò che vedi non è tutto                     | 1,20            | 1,70      |
| 4        | 31 luglio 2012    | Gioco sicuro                                 | 1,20            | 1,70      |
| 5        | 7 agosto 2012     | Il contrattacco della vita                   | 1,60            | 2,10      |
| 6        | 7 agosto 2012     | L'amore ti fa fare cose che prima non facevi | 1,60            | 2,10      |
| 7        | 14 agosto 2012    | Speranze future                              | 3,25            | 4,56      |
| 8        | 14 agosto 2012    | D-Day                                        | 3,25            | 4,56      |
| 9        | 21 agosto 2012    | Il filo del destino                          | 3,00            | 3,80      |
| 10       | 21 agosto 2012    | La ragione per cui mi piaci                  | 3,00            | 3,80      |
| 11       | 28 agosto 2012    | La definizione delle relazioni               | 3,46            | 4,43      |
| 12       | 28 agosto 2012    | Il significato di una mano                   | 3,46            | 4,43      |
| 13       | 4 settembre 2012  | La prossima volta… no, adesso                | 3,70            | 4,70      |
| 14       | 4 settembre 2012  | Il cuore è ciò che ti fa amare               | 3,70            | 4,70      |
| 15       | 11 settembre 2012 | Mentre amavi                                 | 4,17            | 5,52      |
| 16       | 18 settembre 2012 | Perché i primi amori non funzionano          | 7,55            | 9,47      |

## Colonna sonora
1. All For You - Seo In-guk e Eunji
2. Just the Way We Love (우리 사랑 이대로) - Seo In-guk e Eunji
3. Confession (고백) - Deli Spice
4. Our Sad Younger Days (슬픈 우리 젊은 날) - UNO
5. Young Love (애송이의 사랑) - Yangpa
6. The Sadder, the More Beautiful (슬프도록 아름다운) - K2
7. Wish (바램) - Toy
8. To You, the One I Love (사랑하는 너에게) - Sechs Kies
9. Pilot - Jung Yeon-joon
10. Tears (눈물) - Riaa
11. Why the Heavens... (왜 하늘은...) - Lee Ji-hoon
12. Couple (커플) - Sechs Kies
13. To Heaven - Jo Sungmo
14. Ruby (루비) - Fin.K.L
15. Memories (메모리즈) - Sa Joon

## Riconoscimenti
| Anno | Premio                           | Categoria             | Ricevente                          | Risultato       |
| ---- | -------------------------------- | --------------------- | ---------------------------------- | --------------- |
| 2012 | Style Icon Awards                | Top 10 Style Icons    | Seo In-guk e Eunji                 | Vincitore/trice |
| 2012 | Korea Drama Awards               | Best Couple Award     | Seo In-guk e Eunji                 | Vincitore/trice |
| 2012 | Mnet Asian Music Awards          | Best OST              | "All For You" – Seo In-guk e Eunji | Vincitore/trice |
| 2012 | K-Drama Star Awards              | Acting Award, Actress | Eunji                              | Candidato/a     |
| 2012 | K-Drama Star Awards              | Rising Star Award     | Seo In-guk                         | Vincitore/trice |
| 2012 | K-Drama Star Awards              | Rising Star Award     | Eunji                              | Vincitore/trice |
| 2012 | K-Drama Star Awards              | Best OST              | "All For You" – Seo In-guk e Eunji | Vincitore/trice |
| 2012 | K-Drama Star Awards              | Best Couple Award     | Seo In-guk e Eunji                 | Vincitore/trice |
| 2012 | Melon Music Awards               | Best OST              | "All For You" – Seo In-guk e Eunji | Vincitore/trice |
| 2012 | Remarkable Awards                | Best Drama            | Eungdaphara 1997                   | Candidato/a     |
| 2012 | Remarkable Awards                | Best Actor            | Seo In-guk                         | Candidato/a     |
| 2013 | Cable TV Broadcasting Awards     | Grand Prize (Daesang) | Eungdaphara 1997                   | Vincitore/trice |
| 2013 | Baeksang Arts Awards             | Best New Actor (TV)   | Seo In-guk                         | Candidato/a     |
| 2013 | Baeksang Arts Awards             | Best New Actress (TV) | Eunji                              | Vincitore/trice |
| 2013 | Baeksang Arts Awards             | Best Screenplay (TV)  | Lee Woo-jung                       | Candidato/a     |
| 2013 | Seoul International Drama Awards | Best Series Drama     | Eungdaphara 1997                   | Candidato/a     |

## Distribuzioni internazionali
| Paese      | Canale/i    | Prima TV                         | Titolo adottato |
| ---------- | ----------- | -------------------------------- | --- |
| Hong Kong  | Channel M   | 10 dicembre 2012-29 gennaio 2013 | 請回答1997 (Rispondi 1997) |
| Taiwan     | Channel M   | 10 dicembre 2012-29 gennaio 2013 | 請回答1997 (Rispondi 1997) |
| Thailandia | Channel M   | 10 dicembre 2012-29 gennaio 2013 | 請回答1997 (Rispondi 1997) |
| Filippine  | GMA Network | 10 agosto-4 settembre 2015       | Reply 1997 (Rispondi 1997) |
| Vietnam    | VTV2        | 01 maggio 2014-30 maggio 2014    | Hồi ức 1997 Un'altra serie realizzata dallo stesso regista e sceneggiatore, Eungdaphara 1994, è stata prodotta nel 2013. Eunji, Seo In-guk, Hoya, Lee Si-eon, Shin So-yul, Eun Ji-won e Lee Jooyeon hanno ripreso i loro ruoli di Eungdaphara 1997 in dei cameo. Un secondo spin-off, Eungdaphara 1988, è andato in onda nel 2015. Un remake statunitense, Answer Me 1999, è in corso di sviluppo presso la Fox, scritto da Amy Andelson e Emily Meyer, con l'episodio pilota diretto da Jon M. Chu. 1. 2. 3. 4. 5. 6. - Wikimedia Commons contiene immagini o altri file su Eungdaphara 1997 - (KO) Sito ufficiale, su reply1997.interest.me. - (EN) Eungdaphara 1997, su IMDb, IMDb.com. - (EN, ES) Eungdaphara 1997, su FilmAffinity. - (EN) Eungdaphara 1997, su HanCinema. |